# Боярышник Линнея
Боярышник Линнея (лат. Crataegus linnaeana) — кустарник или небольшое дерево, вид рода Боярышник (Crataegus) семейства Розовые (Rosaceae). Этот вид боярышника с давних пор культивируют как плодовое растение в странах западного Средиземноморья (в том числе в южной Франции), где легко дичает.
Растение названо в честь Карла Линнея (1707—1778), выдающегося шведского естествоиспытателя и медика.

## Распространение и экология
Естественный ареал вида охватывает Сицилию и ряд районов в южной и средней Италии.
Растёт на склонах в нижнем поясе гор, только в зарослях кустарников, никогда не заходит в леса.

## Ботаническое описание
Дерево высотой до 8 м, с серыми ветвями и толстыми, беловойлочными молодыми побегами. Колючки отсутствуют.
Листья обратнояйцевидно-клиновидные, глубоко 3- или 5-лопастные, с выемками, расположенными обычно не ниже середины пластинки листа и направленными вверх, цельнокрайными или мало зубчатыми лопастями, длиной 5—7,5 см, шириной 3—5,5 см, толстые, кожистые, сверху негусто прижато волосистые, снизу коротко опушенные; на вегетативных побегах более зубчатые.
Соцветия компактные, войлочно-опушённые, с осями длиной 0,5—2 см и цветоножками длиной 2—10 мм. Цветки диаметром около 1,8 см.
Плоды шаровидные, коротко-эллипсоидальные или грушевидные, диаметром 1,5—2 см (у культурных экземпляров до 3 см), жёлтые или беловатые, с красноватыми боками.
Цветение в мае. Плодоношение в июле — сентябре.

## Таксономия
Вид Боярышник Линнея входит в род Боярышник (Crataegus) трибы Pyreae подсемейства Спирейные (Spiraeoideae) семейства Розовые (Rosaceae) порядка Розоцветные (Rosales).
|  |                                      |  |                                                              |                                                              |                   |  | ещё 8 семейств (согласно Системе APG III) | ещё 8 семейств (согласно Системе APG III)    |                                              |  |  |  | ещё 7 триб (согласно Системе APG III)         | ещё 7 триб (согласно Системе APG III)         |  |  |  |  | ещё от 200 до 300 видов | ещё от 200 до 300 видов |
|  |                                      |  |                                                              |                                                              |                   |  | ещё 8 семейств (согласно Системе APG III) | ещё 8 семейств (согласно Системе APG III)    |                                              |  |  |  | ещё 7 триб (согласно Системе APG III)         | ещё 7 триб (согласно Системе APG III)         |  |  |  |  | ещё от 200 до 300 видов | ещё от 200 до 300 видов |
|  |                                      |  |                                                              | порядок Розоцветные                                          |                   |  |                                           |                                              | подсемейство Спирейные                       |  |  |  |                                               | род Боярышник                                 |  |  |  |  |                         |                         |
|  |                                      |  |                                                              | порядок Розоцветные                                          |                   |  |                                           |                                              | подсемейство Спирейные                       |  |  |  |                                               | род Боярышник                                 |  |  |  |  |                         |                         |
|  | отдел Цветковые, или Покрытосеменные |  |                                                              |                                                              | семейство Розовые |  |                                           |                                              | триба Pyreae                                 |  |  |  | вид Боярышник Линнея                          |                                               |  |  |  |  |                         |                         |
|  | отдел Цветковые, или Покрытосеменные |  |                                                              |                                                              |                   |  |                                           |                                              |                                              |  |  |  |                                               |                                               |  |  |  |  |                         |                         |
|  |                                      |  | ещё 44 порядка цветковых растений (согласно Системе APG III) | ещё 44 порядка цветковых растений (согласно Системе APG III) |                   |  |                                           | ещё 8 подсемейств (согласно Системе APG III) | ещё 8 подсемейств (согласно Системе APG III) |  |  |  | ещё около 60 родов (согласно Системе APG III) | ещё около 60 родов (согласно Системе APG III) |  |  |  |  |                         |                         |
|  |                                      |  |                                                              | ещё 44 порядка цветковых растений (согласно Системе APG III) |                   |  |                                           |                                              | ещё 8 подсемейств (согласно Системе APG III) |  |  |  |                                               | ещё около 60 родов (согласно Системе APG III) |  |  |  |  |                         |                         |

В базе данных The Euro+Med PlantBase название Crataegus linnaeana Pojark. рассматривается как синоним правильного названия Crataegus azarolus L..